# Epedanulus sarasinorum
Epedanulus sarasinorum – gatunek kosarza z podrzędu Laniatores i rodziny Epedanidae. Jedyny znany przedstawiciel monotypowego rodzaju Epedanulus

## Występowanie
Gatunek jest endemiczny dla wyspy Celebes na Filipinach.